# Андрогенез
Андрогене́з (от др.-греч. ἀνήρ, род. п. ἀνδρός — мужчина и γένεσις — происхождение) — развитие яйцеклетки с мужским ядром, внесённым в неё спермием в процессе оплодотворения. Андрогенез — особый случай девственного развития, или партеногенеза; иногда его называют «мужской партеногенез».
Андрогенез наблюдается у отдельных видов животных (шелкопряд) и растений (табак, кукуруза) в тех случаях, когда материнское ядро погибает до оплодотворения, которое при этом является ложным, то есть женское и мужское ядра не сливаются (псевдогамия) и в дроблении участвует только мужское ядро.
Андрогенез можно вызвать искусственно; при этом собственное ядро яйцеклетки или удаляется совсем (микрохирургически, центрифугированием, встряхиванием, вызывающими отрыв ядросодержащих фрагментов, и т. п.), или же повреждается специфическими ядерными ядами (трипофлавином), ионизирующими излучениями, сильным нагревом и пр. и в дальнейшем дегенерирует. Ставились опыты получения андрогенетического потомства от сильно различающихся родителей (например, при отдалённых скрещиваниях) с целью решить вопрос, какой элемент клетки — цитоплазма (полученная от матери) или ядро (полученное от отца) — контролирует развитие наследственных особенностей андрогенетической особи. Почти во всех опытах получали лишь начальные стадии развития андрогенных зигот. Такие зародыши жизнеспособны при восстановлении диплоидного набора хромосом, что возможно, когда в яйцеклетку проникает одновременно несколько сперматозоидов и происходит слияние двух отцовских ядер. Случаи, когда в развитии яйцеклетки с мужским ядром участвует только часть цитоплазмы яйца, чаще обозначают термином мерогония (от др.-греч. μέρος — часть и γόνος — потомство). Половозрелые животные (всегда самцы) получены только у тутового шелкопряда и наездника Habrobracon juglandis. При этом Б. Л. Астаурову и В. П. Остряковой-Варшавер удалось на животном впервые осуществить (1956) при скрещивании двух видов шелкопряда полный межвидовой андрогенез. Несколько случаев полного андрогенеза наблюдалось у растений при отдалённых скрещиваниях разных видов табака, скерды и кукурузы. Во всех случаях полного андрогенеза как растений, так и животных андрогенные потомки оказались сходными с отцовским видом, что указывает на ведущее значение клеточного ядра в наследственности. Таким образом, с помощью андрогенеза удаётся выяснить ряд вопросов, связанных с ядерно-плазменными отношениями, оценить роль цитоплазмы и ядра в передаче видовых признаков. Андрогенез используют также в целях управления полом при необходимости получения только мужского потомства (например, при разведении шелкопряда).